# Rhinella cerradensis
Rhinella cerradensis är en groddjursart som beskrevs av Maciel, Brandão, Campos och Sebben 2007. Rhinella cerradensis ingår i släktet Rhinella och familjen paddor. IUCN kategoriserar arten globalt som otillräckligt studerad. Inga underarter finns listade i Catalogue of Life.